# УАЗ-450
УАЗ-450 («Буханець», «Батон») — автомобіль, що серійно виготовлявся на Ульянівському автомобільному заводі з 1958 по 1965 роки. 
УАЗ-450 — перша самостійна серійна модель автозаводу. Створений на вузлах і агрегатах ГАЗ-69, але з двигуном збільшеного робочого об'єму та підсиленим каркасом.
До 1966 року, коли почався випуск нового сімейства автомобілів — УАЗ-452, з воріт заводу виїхало 55319 автомобілів УАЗ-450 різних модифікацій.

## Модифікації
- УАЗ-450А — санітарний
- УАЗ-450В — мікроавтобус
- УАЗ-450Д — вантажівка (бортова) з двомісною кабіною і дерев'яним кузовом
- УАЗ-450П — експериментальний сідловий тягач з напівпричепом УАЗ-752

## Історія

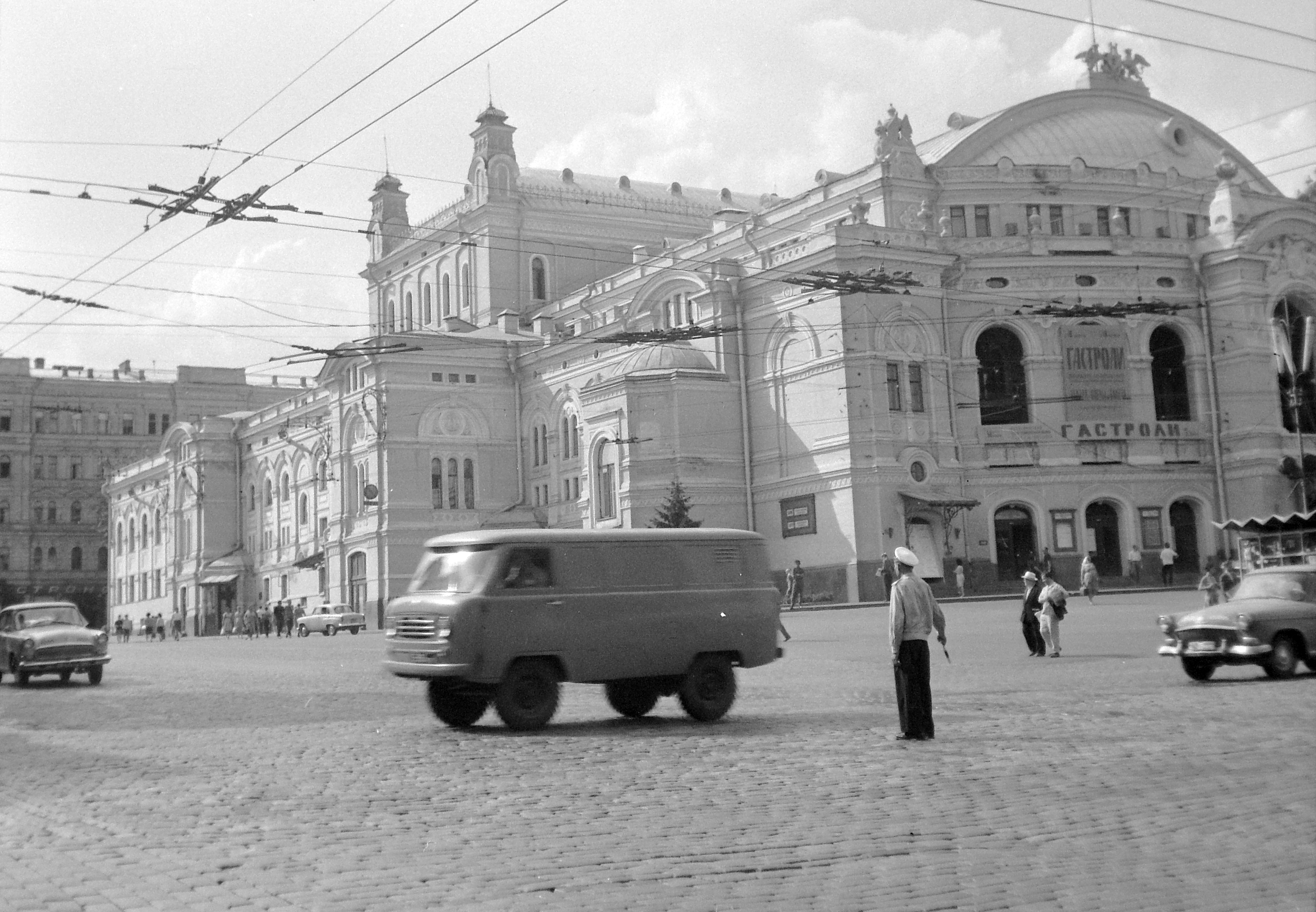
УАЗ-450. м.Київ (1965).

Навесні 1955 року конструкторам Ульяновського автозаводу надійшло завдання спроектувати автомобіль на шасі ГАЗ-69 вантажопідйомністю понад 800 кг.

## В сувенірної індустрії
- У квітні 2012 року модель УАЗ-450 в масштабі 1:43 бежевого кольору в оформленні "Доставка вантажів" вийшла в рамках проекту «Автомобіль на службі» від видавництва «ДеАгостіні». У серпні, в рамках цього ж проекту, вийшов УАЗ-450А темно-зеленого кольору.

## УАЗ-450 в кіно
- Королева бензоколонки (УАЗ-450)
- Фітіль (надзвичайна подія) (УАЗ-450А)
- Казка про втрачений час (УАЗ-450Д)